# Ravne njive
Ravne njive (v přibližném překladu z chorvatštiny Rovinatá Pole) je městská část v severovýchodní části chorvatského Splitu. Na 39 hektarech zde žije 5812 obyvatel.

## Poloha
Městská část Ravne njive je ohraničena ulicemi Domovinskog rata z jihu, ulicí Hercegovačka (s nádražím Split Predgrađe) ze severu a ulicemi Solinska na západě a Zagorski put na východě (podle jiného pojetí sahá až k třídě ZNG).
Na severní straně sousedí s městskou čtvrtí Brda, na severovýchodě s Neslanovacem, na jihovýchodě se čtvrtí Pujanke. Na jižní straně sousedí s Kocunarem a Kmanem a na západě s Lovretem.

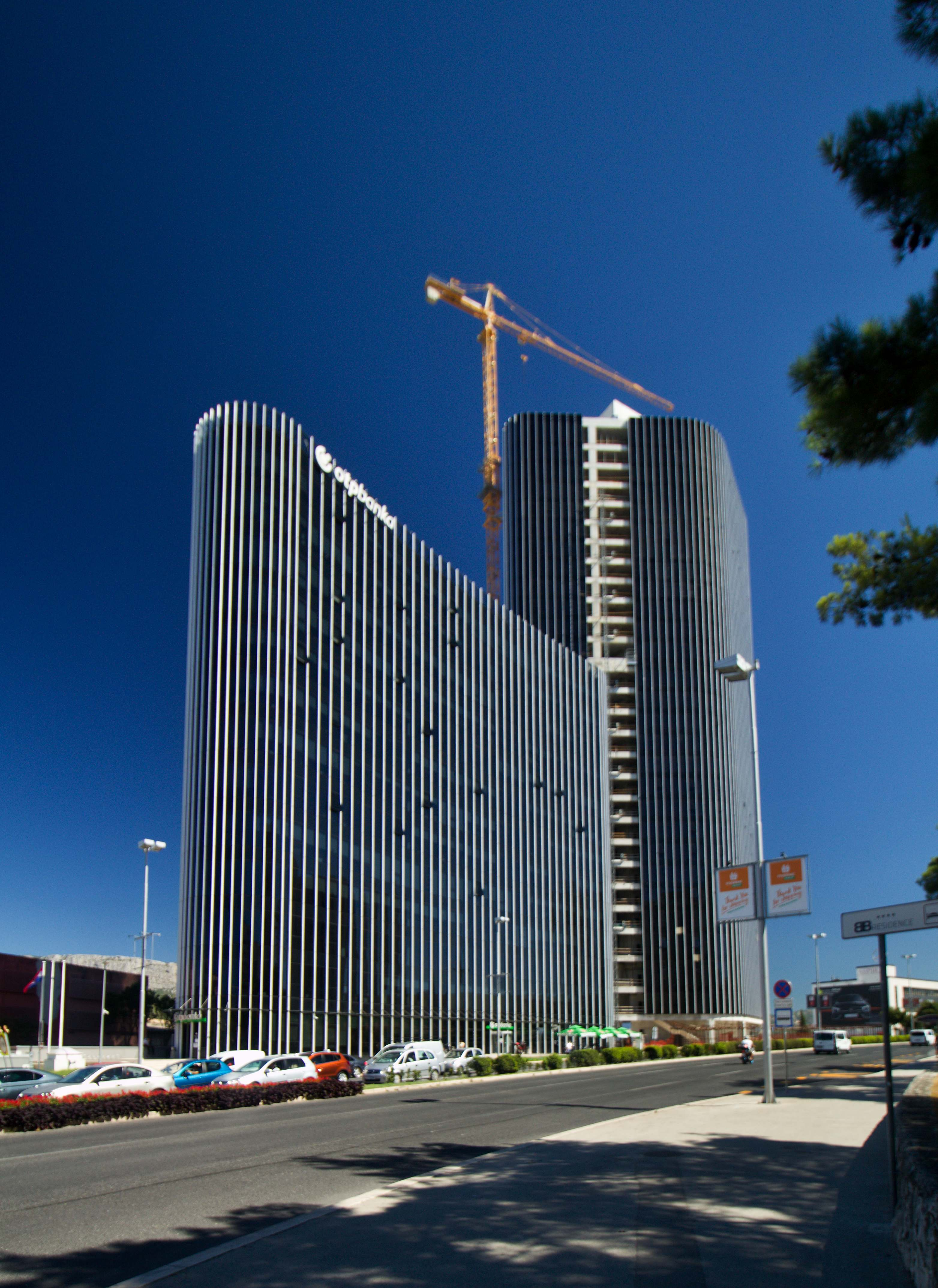
Výšková budova Westgate Towers.

## Historie

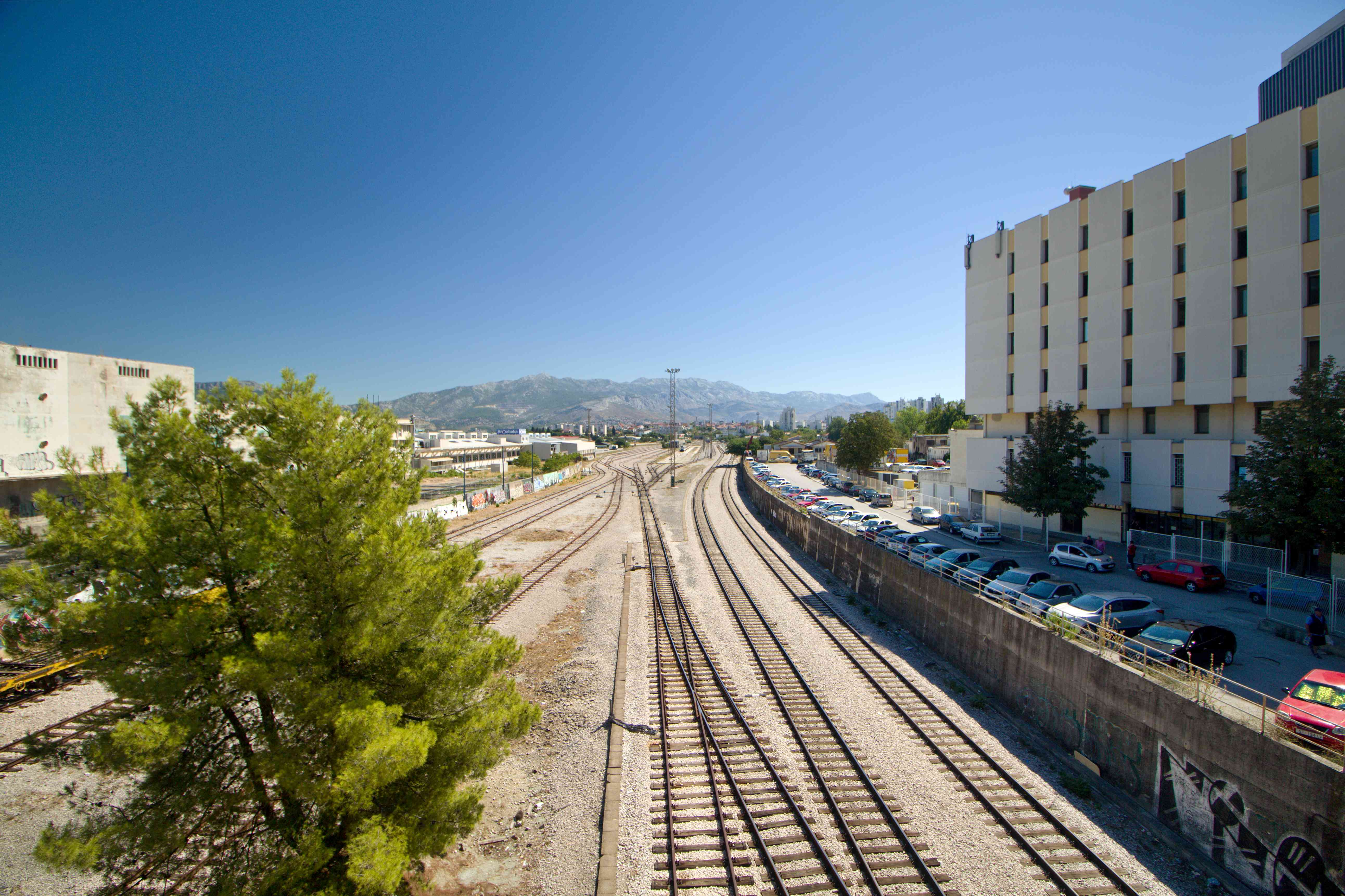
Pohled směrem na Ravne njive od nádraží Predgrađe

Většinu zástavby na území MČ Ravne njive představují šestipodlažní budovy postavené v letech 1974–1976. Nejzápadnější cíp území tvoří až 16patrové výškové budovy postavené v 80. letech 20. století, které zahrnují banku, supermarket, farní úřad atd. Součástí komplexu je také velká mateřská škola a na východní straně zdravotní středisko.
Je zde základní škola s názvem Ravne njive (v říjnu 2019 oslavila 40 let od založení), knihovna, zdravotní středisko, mateřské školy, sportovní hřiště, pošta, tři banky (jedna z nich je součástí nákupního centra) a nově zrekonstruované parky. Byla zde založena nová farnost a postaven nový kostel sv. Matouše.

## Ekonomika
V poslední době byla jižní část oblasti kompletně zrekonstruována, byla vybudována velká nákupní centra (Tommy, Kaufland) a mezi nimi je továrna DES pro osoby se zdravotním postižením) a podnikatelské centrum (SEM a Split Ship Management) s lékařskou laboratoří, studio Splitska televizija (STV) a mnoho dalších zařízení. Ve středu čtvrti se nachází hotel Željezničar s dalším lékařským zařízením.
Obecně platí, že v Ravne njive došlo za poslední desetiletí k velkému rozvoji infratstuktury, čímž se výrazně zvýšila životní úroveň. Výjimkou jsou dosud chybějící kulturní instituce jako kino nebo divadlo.

## Dopravní spojení
Ravne njive jsou dopravně dobře propojeny se zbytkem města. Autobusové linky MHD č. 3, 9, 11, 14 a 20 zajišťují přímé spojení do kterékoli další části města a autobusové linky, které protínají střed města (například č. 1, 2, 10, 16, 20, 22, 32, 35, 37 a další).
V ulici Hercegovačka se nachází nádraží Split Predgrađe, obsluhované jak lokálními spoji Splitské městské železnice, tak příměstskými (Split-Solin-Kaštela) a dálkovými spoji (trať Split-Knin, Split-Záhřeb). Velmi dobré je napojení na silnici směr Solin a na dálnici A1.

## Významné objekty
V části Ravne njive se nachází:
- vlakové nádraží Split Predgrađe v ulici Hercegovačka
- výškové budovy Westgate Towers (Dalmatia Tower a hotel Courtyard Marriott International)